# حبيب الوسلاتي
حبيب الوسلاتي (من مواليد 10 أغسطس 1997) هو لاعب كرة قدم محترف يلعب في مركز الوسط في صفوف كارميوتيسا. وُلد في فرنسا وشارك دوليًا مع منتخب تونس.

## المسيرة
شارك الوسلاتي في كأس الكونفيدرالية الإفريقية خلال موسم 2019 مع النادي الرياضي الصفاقسي، حيث وصل الفريق إلى نصف النهائي قبل أن يُقصى على يد النادي المغربي نهضة بركان.
في يوليو 2023، انتقل الوسلاتي إلى نادي أوثيلوس أثينايو القبرصي.

## الحياة الشخصية
يحمل الوسلاتي الجنسيتين الفرنسية والتونسية. شقيقه الأكبر عبد القادر هو أيضًا لاعب كرة قدم محترف.

## إحصاءات المسيرة

### الأندية
| النادي                  | الموسم                | الدوري                           | الدوري    | الدوري  | الكأس المحلي | الكأس المحلي | المنافسات القارية | المنافسات القارية | المجموع   | المجموع |
| النادي                  | الموسم                | الدرجة                           | المباريات | الأهداف | المباريات    | الأهداف      | المباريات         | الأهداف           | المباريات | الأهداف |
| ----------------------- | --------------------- | -------------------------------- | --------- | ------- | ------------ | ------------ | ----------------- | ----------------- | --------- | ------- |
| النادي الرياضي الصفاقسي | 2018–19               | الرابطة التونسية المحترفة الأولى | 16        | 2       | 3            | 0            | 10                | 1                 | 29        | 3       |
| النادي الرياضي الصفاقسي | 2019–20               | الرابطة التونسية المحترفة الأولى | 10        | 1       | 1            | 0            | 1                 | 0                 | 12        | 1       |
| النادي الرياضي الصفاقسي | المجموع مع الصفاقسي   | المجموع مع الصفاقسي              | 26        | 3       | 4            | 0            | 11                | 1                 | 41        | 4       |
| بيا 2014                | 2022–23               | الدرجة الثانية القبرصية          | 25        | 6       | 1            | 1            | 0                 | 0                 | 26        | 7       |
| أوثيلوس أثينايو         | 2023–24               | الدوري القبرصي                   | 1         | 0       | 0            | 0            | 0                 | 0                 | 1         | 0       |
| المجموع الكلي للمسيرة   | المجموع الكلي للمسيرة | المجموع الكلي للمسيرة            | 52        | 9       | 5            | 1            | 11                | 1                 | 68        | 11      |

### المنتخبات
الإحصاءات محدثة حتى مباراة 20 أكتوبر 2019.
| منتخب تونس لكرة القدم | منتخب تونس لكرة القدم | منتخب تونس لكرة القدم |
| السنة                 | المباريات             | الأهداف               |
| --------------------- | --------------------- | --------------------- |
| 2019                  | 1                     | 0                     |
| المجموع               | 1                     | 0                     |

## الإنجازات
النادي الرياضي الصفاقسي
- كأس تونس: 2019[2]